# Ralph Barton Perry
Ralph Barton Perry (Poultney, Vermont; 3 de julio de 1876 - Boston, Massachusetts, 22 de enero de 1957) fue un filósofo americano. 
Se educó en Princeton (Bachelor of Arts en 1896) y en la Universidad de Harvard (Master of Arts en 1897; doctor en 1899), donde, después de la enseñanza de la filosofía durante tres años en los colegios Williams y Smith, fue el instructor (1902-1905), profesor asistente (1905-1913), profesor (1913-1930) y profesor de filosofía en la cátedra Edgar Pierce (1930-1946). Fue presidente de la división oriental de la American Philosophical Association en el curso 1920-1921.
Discípulo de William James, cuya obra Essays in Radical Empiricism editó (1912), Perry se convirtió en uno de los líderes del movimiento del New Realism . 
Perry abogó por una teoría naturalista del valor y una teoría neorrealista de la percepción y el conocimiento. Escribió una célebre biografía de William James, que ganó el Premio Pulitzer de Biografía o Autobiografía en 1936, y procedió a una revisión de su enfoque crítico respecto al conocimiento natural. Como miembro activo de un grupo de filósofos neorrealistas americanos, elaboró en torno a 1910 el programa del nuevo realismo. Sin embargo, pronto se alejó de la ontología moral y espiritual, y se dirigió a una filosofía de la desilusión. Perry fue un defensor de la democracia militante: en sus palabras "total, pero no totalitaria". En 1946-1948 pronunció en Glasgow sus Gifford Lectures («lecciones Gifford», que se imparten como un honor especial en las universidades escocesas), tituladas Realms of Value.

## Obras (selección)
- The Moral Economy (1909), Nueva York: Charles Scribner's Son[2]
- The Approach to Philosophy (1905), Nueva York, Chicago y Boston: Charles Scribner's Sons[3]